# 宾夕法尼亚州众议院
宾夕法尼亚众议院（英語：Pennsylvania House of Representatives），簡稱賓州眾院，是美国宾夕法尼亚总议会的下議院，共有203名议员，每届任期2年。2023年2月28日，民主黨人喬安娜·麥克林頓（Joanna McClinton）當選衆議院議長，成爲賓夕法尼亞州第一位女議長；。
本屆議會於選舉結果初時由民主黨以些微席次重掌眾院，但隨後幾位民主黨議員分別因過世或辭職，導致民主黨席次變成略低於共和黨。惟議長選舉中，又有16名共和黨議員倒戈支持民主黨籍的候選人，因此一度無法確定誰是多數黨、誰是少數黨；直到補選結果出爐，民主黨才確定以1席之差成為多數黨。